# Montheron
Montheron est une localité suisse rattachée à la commune de Lausanne. Elle fait partie du quartier des Zones foraines.
Elle est notamment connue pour son abbaye médiévale, disparue. Le temple actuel date des XVIe siècle et XVIIIe siècle.
La localité possède une école construite en 1834-1835 par l'architecte et inspecteur des bâtiments de la Ville de Lausanne Fridolin Simon.

## Sources
- Alexandre Pahud, « Montheron » dans le Dictionnaire historique de la Suisse en ligne, version du 2 décembre 2008..